# Шалль, Франц
Франц Шалль (нем. Franz Schall; 1 июня 1918, Грац — 10 апреля 1945, Пархим) — немецкий лётчик-ас люфтваффе Второй мировой войны.
Франц Шалль — один из самых результативных пилотов люфтваффе, на его счету 137 воздушных побед, одержанных в 550 боевых вылетах. Одним из первых начал летать на реактивном истребителе Messerschmitt Me.262.

## Биография
После аншлюса Австрии в 1938 году, Франц Шалль добровольцем вступил в Люфтваффе и первоначально служил наводчиком батареи ПВО. В 1940 году перешëл в истребительную авиацию и начал подготовку в качестве пилота в сентябре 1941 года. Завершил подготовку к полётам в феврале 1943 года.
Лейтенант Шалль был отправлен на Восточный фронт и назначен в 3-ю эскадру 52-го истребительного авиаполка (JG 52), который базировался тогда в районе Курска. 6 мая 1943 одержал свою первую победу над советским истребителем Ла-5.
В течение 1943, в ходе сражений под Курском одержал ещё ряд воздушных побед. Затем воевал на Кубанском плацдарме у побережья Чëрного моря. К концу года на его счету было уже 26 побед. К 19 апреля 1944 года в ходе отступления немцев через Украину в Румынию, на его счету — 40 побед, 17 мая — 50 побед и 4 июня 1944 года — 60 сбитых самолётов противника.
11 августа он был назначен командиром 3 эскадрильи 52-й истребительной эскадры, базирующейся в Кракове. Воевал в южной Польше. Это был его наиболее результативный период во второй мировой войне, когда Шалль со своими лётчиками одерживал по несколько побед в день: три — 12 августа (74-76 личные победы), ещё три — 24 августа (79-81 личные победы), одиннадцать — 26 августа (83-93 личные победы), включая шесть штурмовиков Ил-2, тринадцать — 31 августа (97-109 личных побед), включая одиннадцать советских Ил-2. Об ожесточённости воздушных сражений, говорит тот факт, что сам Шалль за этот период был сбит четыре раза, в том числе, совершил вынужденную посадку в тылу советских войск.
В начале сентября 1944 года, на его счету — 116 побед. Он был переведён в новое подразделение люфтваффе, оснащëнное реактивными истребителями — Команда Новотны, названную в честь своего командира, Вальтера Новотны, в то время первого пилота в мире, одержавшего 250 побед. Во время службы в Команде Новотны проводил испытания и оценку боевой тактики нового истребителя - Messerschmitt Me.262. В ходе испытания этих самолётов возникал ряд проблем и в первый месяц испытательных полëтов почти половина машин была повреждена или разрушена в результате несчастных случаев. 2 октября 1944, из-за пожара в двигателе самолёта, погиб его командир. Лейтенант Шалль был назначен, чтобы заменить его в качестве командира подразделения. Неделю спустя, 10 октября, он был награждëн Рыцарским крестом с знаком за 117 воздушных побед.
Утром 8 ноября 1944 года пилот сбил 3 North American P-51 Mustang ВВС США, которые сопровождали бомбардировщики, однако его самолёт потерпел аварию. Во время попытки добраться до аэродрома в Брамше был атакован американским истребителем «Mustang», сильно повредившим «Me 262 A-1a» Шалля. Пилот выбросился с парашютом.
В конце войны 22 марта 1945 года он сбил Як-9, пилотируемый советским лётчиком, вероятно, Л. И. Сивко из 812 ИАП. Это была первая победа над советским пилотом, достигнутая на немецком реактивном истребителе Me 262.
10 апреля 1945 года Шалль сбил очередной американский Mustang. Это была 137 и последняя его воздушная победа. Затем он попытался совершить аварийную посадку на аэродроме в Пархиме. При посадке самолёт Шалля наскочил на воронку от авиабомбы и взорвался. Пилот погиб.
Франц Шалль одержал 137 воздушных побед, во время 550 боевых вылетов, большинство из них на Восточном фронте (лично сбил 61 штурмовик Ил-2). 14 побед одержал на Западном фронте, пилотируя Messerschmitt Me.262.

## Награды
- Рыцарский крест Железного креста (10.11.1944)
- Немецкий крест в золоте (20.03.1944)
- Железный крест 1-го класса
- Железный крест 2-го класса
- Почётный Кубок Люфтваффе (22.02.1944)
- Упомянут в Вермахтберихт (01.09.1944)